# Deus e o Diabo na Terra do Sol
Deus e o diabo na terra do sol é um filme brasileiro de 1964, do gênero drama, dirigido por Glauber Rocha. Considerado um marco do cinema novo, foi gravado em Monte Santo, Bahia. Em novembro de 2015 o filme entrou na lista feita pela Associação Brasileira de Críticos de Cinema (Abraccine) dos 100 melhores filmes brasileiros de todos os tempos. Foi listado por Jeanne O Santos, do Cinema em Cena, como "clássicos nacionais".
Foi a escolha oficial do governo brasileiro para representar o país no Festival de Cannes de 1964, tendo sido selecionado pelo festival para a seção oficial, ao lado de Vidas Secas, de Nelson Pereira dos Santos. Também foi escolhido para representar o Brasil ao Oscar de melhor filme internacional, na edição do Oscar 1965, porém não conseguiu ficar entre os selecionados.

## Sinopse
O sertanejo Manoel e sua mulher Rosa levam uma vida sofrida no interior do país, uma terra desolada e marcada pela seca. No entanto, Manoel tem um plano: usar o lucro obtido na partilha do gado com o coronel para comprar um pedaço de terra. Quando leva o gado para a cidade, alguns animais morrem no percurso. Chegado o momento da partilha, o coronel diz que não vai dar nada a Manoel, porque o gado que morreu era dele, ao passo que o que chegou vivo era seu. Manoel se enfurece, mata o coronel e foge para casa. Ele e sua esposa resolvem ir embora, deixando tudo para trás.
Manoel decide juntar-se a um grupo religioso liderado por um santo (Sebastião) que lutava contra os grandes latifundiários e em busca do paraíso após a morte. Os latifundiários decidem contratar Antônio das Mortes para perseguir e matar o grupo.

## Elenco
- Geraldo Del Rey - Manoel
- Yoná Magalhães - Rosa
- Othon Bastos - Corisco
- Maurício do Valle - Antônio das Mortes
- Lídio Silva - Sebastião
- Sônia dos Humildes - Dadá
- Roque Santos - Cego Júlio
- João Gama - Padre
- Antônio Pinto - Coronel da Região
- Milton Rosa - Coronel Moraes

## Principais prêmios e indicações
Festival de Cannes 1964 (França)
- Indicado ao Grand Prix (Palma de Ouro).